# 裘格斯戒指
裘格斯戒指（希臘語：Δαχτυλίδι του Γύγη）是古希腊哲学家柏拉图在《理想国》中提到的一个具有魔力的神秘物品，该戒指可以使佩戴者获得隐形能力，柏拉图借此故事来讨论如果不用担心做坏事会危及自身名誉，一个有智慧的人是否可以称得上是正义的人这一问题。类似概念在后世如《指环王》（至尊魔戒）中得到运用。